# Corydendrium brevicaulis
Corydendrium brevicaulis is een hydroïdpoliep uit de familie Oceaniidae. De poliep komt uit het geslacht Corydendrium. Corydendrium brevicaulis werd in 1988 voor het eerst wetenschappelijk beschreven door Hirohito. 